# Spergula platensis
Spergula platensis är en nejlikväxtart som först beskrevs av Jacques Cambessèdes, och fick sitt nu gällande namn av Lloyd Herbert Shinners. Spergula platensis ingår i släktet spärglar, och familjen nejlikväxter. Utöver nominatformen finns också underarten S. p. balansae.